# Boston Open 2014
Die Boston Open 2014 im Badminton fanden vom 9. bis zum 11. Mai 2014 im Rockwell Cage des Massachusetts Institute of Technology in Cambridge statt.

## Sieger und Platzierte
| Disziplin    | Gold                      | Silber                                    | Bronze                         |
| ------------ | ------------------------- | ----------------------------------------- | ------------------------------ |
| Herreneinzel | Hock Lai Lee              | Yoga Pratama                              | Agusriadi Wijaya Amphie        |
| Herreneinzel | Hock Lai Lee              | Yoga Pratama                              | Sittichai Viboonsin            |
| Dameneinzel  | Zhang Beiwen              | Bo Rong                                   | Charmaine Reid                 |
| Dameneinzel  | Zhang Beiwen              | Bo Rong                                   | Nicole Grether                 |
| Herrendoppel | Howard Bach Hock Lai Lee  | Leonard Holvy de Pauw Sittichai Viboonsin | Andrew D’Souza Sergiy Shatenko |
| Herrendoppel | Howard Bach Hock Lai Lee  | Leonard Holvy de Pauw Sittichai Viboonsin | Halim Haryanto Jimmy Pohan     |
| Damendoppel  | Jing Yu Hong Zhang Beiwen | Eva Lee Paula Obanana                     | Chen Hua-Wei Soumya Gade       |
| Damendoppel  | Jing Yu Hong Zhang Beiwen | Eva Lee Paula Obanana                     | Nicole Grether Charmaine Reid  |
| Mixed        | Howard Bach Eva Lee       | Halim Haryanto Jing Yu Hong               | Neil Davies Lu Hsin-I          |
| Mixed        | Howard Bach Eva Lee       | Halim Haryanto Jing Yu Hong               | Mu He Zhang Beiwen             |